# Hugo Ramseyer
Hugo Ramseyer (* 1937) ist ein Schweizer Liedermacher und Verleger.

## Leben und Wirken
Ramseyer gründete 1965 mit Rolf Attenhofer im damaligen Theater am Zytglogge in Bern den Zytglogge Verlag. Ramseyer verlegte zunächst Schallplatten der lokalen Liedermacher, den sogenannten Berner Troubadours, bei denen er von 1964 bis 1966 selber als Sänger mitwirkte. Ab 1968 veröffentlichte Ramseyer die Kabarettprogramme von Emil Steinberger. Bis 2003 war der Verlagssitz in Gümligen bei Bern, danach in Oberhofen am Thunersee. Die Schwabe Verlagsgruppe übernahm 2015 die Aktienmehrheit und verlegte den Verlagssitz nach Basel.